# 패딩부츠
패딩부츠란 솜이나 오리의 털을 이용해 발목까지 덮도록 만든 장화의 일종을 가리킨다. 주로 겨울에 많이 신는 신발의 일종이다.

## 특징
패딩부츠는 겨울철의 혹한에 발을 따듯하게 보완하기 위해 북유럽의 노르웨이에서 먼저 시작된 것으로 2000년대에 시작이 되었기 때문에 비교적 최근에 만들어진 부츠이다. 솜과 오리의 털을 이용해 발목까지 덮게 만든 부츠로 겨울철의 저체온증을 막아주는 보온 효과가 뛰어나서 겨울의 야외활동에 적합하게 만들어진 부츠이다. 또한 어그부츠와는 달리 겨울철에 눈이 녹았을 때 나오는 물이나 겨울비에 대한 방수 효과도 있으며 오염에도 더 강한 장점까지 있다. 패딩부츠는 주로 갈색, 검은색, 고동색, 남색으로 많이 나오는 신발이다.

## 같이 보기
- 신발
- 장화